# Kovar
Kovar è una comunità non incorporata degli Stati Uniti d'America, situata nella contea di Bastrop dello Stato del Texas.

## Geografia
La comunità è situata a 29°54′07″N 97°12′50″W, 8 miglia a sud di Smithville, nella parte sud-est della contea.